# 왔노라, 보았노라, 이겼노라
왔노라, 보았노라, 이겼노라는 유명한 라틴어 경구인 "Veni, vidi, vici"를 한국어로 옮긴 것이다.
이 말은 로마 공화국 말기 유명한 정치인이자 장군인 율리우스 카이사르가 기원전 47년 폰토스의 파르나케스 2세와의 전쟁에서 승리한 직후 로마 시민과 원로원에 보낸 승전보에서 썼다고 전해진다. 이 간단하지만 확신에 찬 경구를 통해 카이사르는 아직 내전중인 로마에서 자신의 군사적 우월감과 내전 승리의 확신을 원로원과 시민에게 전달하였다.